# Блохи
Бло́хи (Aphaniptera = Siphonaptera) — ряд паразитичних комах. Дрібні за розміром — 1-6 мм. Тіло сплюснуте з боків. Голова маленька, одна пара простих очей (іноді очей немає), вусики короткі двочленикові. Безкрилі — крила втратили внаслідок пристосування до паразитичного способу життя. Задні ноги стрибальні. Паразитують на тілі звірів, птахів і людини. Живляться, висмоктуючи кров. Яйця тупоовальні, до тіла тварин не прикріплюються, а скочуються на землю. Личинки червоподібні, вкриті рідкими довгими волосками, ротовий апарат гризучий; живляться органічними рештками тваринного і рослинного походження. Лялькуються в павутинному коконі. Блохи поширюють збудників небезпечних інфекційних захворювань, зокрема чуми, туляремії, деяких гельмінтозів тощо. Всього відомо понад 1000 видів бліх, з них в Україні — близько 90. Характерний представник — пацюкова блоха (Xenopsylla cheopis).

## Загальна характеристика
Тіло бліх сплюснуто з боків, вузьке, гладке, забезпечено щетинками і шипами, які допомагають пересуватися і утримуватися в густій шерсті та між пір'ям хазяїв, в складках одягу, а також у субстраті їхніх гнізд і в норах. На голові та грудях часто є зубчасті гребені (ктенідії). Довжина тіла у різних видів варіює від 1 до 5 мм, але у самиць деяких видів може досягати 10 мм внаслідок гіпертрофічного розростання черевця після початку харчування. Антени завжди розташовуються позаду простих очей і в стані спокою поміщаються в спеціальних заглибинах — вусикових ямках. Антени можуть використовувати самці для утримання самиці під час копуляції. Ротовий апарат бліх колючо-смоктального типу. Характеризується перетворенням у стилети епіфарингса (непарний стилет) і лацинія (парні стилети), які поєднуються з максилярними лопатями. Нижня губа з парою лабіальних щупиків перетворена в стулки футляра для компонентів хоботка. Мандибули у дорослих бліх повністю втрачені. Груди забезпечені сильними кінцівками, які забезпечують комасі швидке переміщення в покривах хазяїна, здатність утримуватися на шорстких поверхнях під будь-яким кутом. Часто пересуваються стрибками, використовуючи при цьому для поштовху другу й особливо — третю пари ніг. У задній частині черевця, позаду VIII тергіта, розташовується наявний тільки в бліх своєрідний сенсорний орган — абдомінальний сенсиліум, або пігідій, споряджений трихоботріями (дотикальними волосками) і здатний відчувати коливання повітря.

## Життєвий цикл
Блохи — це комахи з повним перетворенням. Спеціальних місць для відкладання яєць блохи не шукають. Запліднені самиці з силою викидають яйця невеликими порціями для успішнішого розповсюдження, або яйця можуть бути відкладені на покриви хазяїна. Розвиток яєць в середньому триває не більше двох тижнів. З яйця виходить безнога, червоподібна личинка, здатна до активного пересування, яка заривається в субстрат нори або гнізда у хазяїна. Личинка живиться або різними розкладаними залишками, або (у деяких видів) неперетравленою кров'ю, яка міститься в екскрементах дорослих бліх. Личинки линяють 3 рази. Після цього вони оточують себе шовкоподібним коконом і заляльковуються. У різних видів бліх вихід з кокона пов'язаний з певним сезоном. Доросла блоха, яка вийшла з лялечки, підстерігає тварину-хазяїна. Доросла блоха в лабораторних умовах може жити 1,5 року, але реально — не більше кількох місяців.

## Особливості поведінки
Бліх можна виявити у всі сезони року на хазяях і в гніздах, влаштованих над землею (білки, птахи), на поверхні ґрунту, в землі (нори тушканчиків, ховрахів, хом'яків, піщанок та інших звірів). Таким чином, основними хазяями бліх є ссавці, для яких притулок є обов'язковим у всі періоди життя. Меншою мірою блохи пов'язані (понад 100 видів) з тваринами, які користуються притулками лише в певний період року. У гніздах птахів блохи особливо численні в момент насиджування яєць і в період появи пташенят. Бліх знаходять у залишених птахами гніздах навіть через довгий час. З тваринами, які не мають притулку взагалі, пов'язано мало видів бліх (менш як 30). Це «стаціонарні» паразити парнокопитних і сумчастих. Оскільки існують труднощі повторного знаходження хазяїна, то їхнє перебування на тілі постійне. Смокчуть кров як самці, так і самиці. Кровосмоктання триває від 1 хвилини до кількох годин. Представники родів Xenopsylla, Echidnophaga, Ctenocephalides тощо п'ють кров з надлишком, так що навіть не завжди встигають перетравити її. Інші види (Ctenocephalides canis, Ctenocephalides felis, Leptopsylla segnis тощо) потребують частого живлення. Але насмоктавшись крові, вони не покидають тіла хазяїна й вільно пересуваються у шерсті. Деякі (Ctenophthalmus, Neopsylla тощо) потребують нечастого живлення та більшу частину життя проводять у субстраті гнізда хазяїна. Сувору специфічність щодо хазяїна спостерігають тільки в бліх рукокрилих. Більшість же бліх не настільки специфічні, можуть мешкати крім основного хазяїна і на інших видах тварин.

## Поширення
Блохи, в більшості, пов'язані з помірними та субтропічними кліматичними зонами, тому основна маса видів і родів поширена в Східно-Азійській, Центрально-Азійській, Західно-Американській, Патагонській, Папуаській і Східно-Африканській зоогеографічних підобластях. Найбільше число видів знайдено в Палеарктиці (892 виду з 96 родів), Неарктиці (299, 68), Неотропіках (289, 55) і Афротропіках (275, 43). Космополітичною є родина Ischnopsyllidae. Майже всесвітньо поширені родини Hystrichopsyllidae і Ceratophyllidae. Тільки в південній півкулі зустрічаються родини Stephanocircidae, Lycopsyllidae, Macropsyllidae, Malacopsyllidae. Для Африки характерні родини Xiphiopsyllidae і Chimaeropsyllidae, а Австралії — Lycopsyllidae і Macropsyllidae.

## Класифікація
Виділяють від 15 до 18 родин (у дужках наведено кількість видів):
| - Ancistropsyllidae (3) - Ceratopsyllidae (381) - Chimaeropsyllidae (26) - Coptopsyllidae (19) - Hystrichopsyllidae (543) - Ischnopsyllidae (117) - Leptopsyllidae (215) - Lycopsyllidae (8) - Macropsyllidae (2) | - Malacopsyllidae (2) - Pulicidae (127) - Pygiopsyllidae (50) - Rhopalopsyllidae (117) - Stephanocircidae (40) - Stivaliidae (100) - Vermipsyllidae (38) - Xiphiopsyllidae (7) |

З пізньої юри та ранньої крейди описані найдавніші представники ряду з трьох викопних родин Pseudopulicidae, Saurophthiridae та Tarwiniidae.

## Хвороби, які спричинюють блохи
Блохи безпосередньо зумовлюють у людини дві хвороби — пулікоз і саркопсильоз.

## Збудники хвороб, яких передають блохи
Встановлено, що близько 60 видів бліх можуть передавати в природі більше 25 різних інфекційних хвороб, а в експериментальних умовах їхня кількість значно збільшується. Також блохи можуть бути проміжними хазяями деяких паразитичних черв'яків, зокрема деяких цестод.

### Найбільш значущі збудники хвороб, які переносять блохи
Бактерії:
- Чумна паличка.
- Rickettsia mooseri — збудник у людей ендемічного висипного тифу. Але передача збудника за допомогою бліх відбувається лише серед тварин.
- Rickettsia felis — збудник одного з рикетсіозів — блошина плямиста гарячка.
- Бартонели — збудники деяких бартонельозів. Так B. henselae і В. clarridgeiae — збудники хвороби котячих подряпин у людей, серед котів (джерела інфекції) вони передаються блохами.
- Трипаносоми — ті, які спричинюють хвороби виключно у тварин.

Віруси:
- Збудники міксоматозу і фіброми кроликів тощо.

Найпростіші:
- Гемогрегаріни.

Гельмінти:
- Hymenolepis nana і Hymenolepis diminuta — збудники людського і щурячого гіменолепідозу.

## Способи боротьби
У Середні віки бліх ловили спеціальними пристосуваннями. У наш час знищення бліх проводять шляхом обробки тварин і приміщень інсектицидами, зокрема шампунями, які містять перметрин.